# 2011年牙買加大選
2011年牙買加大選（英語：2011 Jamaican general election）於2011年12月29日舉行。2011年牙買加大選主要在牙買加兩大政黨之間展開，即安德魯·霍尼斯領導的執政黨牙買加工黨(JLP)和波蒂亞·辛普森-米勒領導的反對黨人民民族黨。大選結果是人民民族黨獲得壓倒性勝利，贏得牙買加眾議院63個席位中的42個，佔三分之二多數。